# فنلاند تحت حاکمیت سوئد
در تاریخ سوئد و تاریخ فنلاند، فنلاند تحت حاکمیت سوئد دوره تاریخی است که بخش اعظم منطقه‌ای که بعدها فنلاند را تشکیل داد، بخشی جدایی ناپذیر از سوئد بود. نقطه شروع حکومت سوئد نامشخص و بحث‌برانگیز است. شواهد تاریخی از استقرار حکومت سوئد در فنلاند از اواخر قرن سیزدهم به بعد وجود دارد.

## آغاز استیلا
حکومت سوئد در منطقه فنلاند امروزی در نتیجه جنگ‌های صلیبی شمالی آغاز شد. در نتیجه طبقه بالای فنلاند، موقعیت خود را از دست داد و سرزمین خود را به اشراف جدید سوئدی و آلمانی و کلیسای کاتولیک واگذار کرد. استعمار سوئد در برخی از مناطق ساحلی فنلاند با جمعیت مسیحی راهی برای حفظ قدرت در مناطق بت‌پرست سابق بود که فتح شده بودند. تخمین زده شده‌است که هزاران استعمارگر وجود داشته‌است. استعمار منجر به چندین درگیری بین استعمارگران و جمعیت محلی شد که در قرن چهاردهم ثبت شده‌است. در مناطق مستعمره، جمعیت فنلاند اصولاً حقوق ماهیگیری و کشت خود را از دست دادند. اگرچه استان‌های فنلاند بخشی جدایی‌ناپذیر از پادشاهی سوئد با حقوق و وظایف قانونی مشابه بقیه قلمرو بودند، سوئدی‌های فنلاندی زبان با چالش‌های نسبی در برخورد با مقامات روبه‌رو بودند، زیرا زبان سوئدی به عنوان تنها زبان رسمی کشور شناخته شده بود. در واقع، این دیدگاه به‌طور گسترده در سوئد پذیرفته شده بود که فنلاندی‌ها اصولاً مردمی جدا و تسخیر شده بودند و بنابراین لزوماً حق ندارند با سوئدی‌ها مناسب رفتار کنند. پادشاهان سوئد به ندرت از فنلاند دیدن می‌کردند و در متون معاصر سوئدی، فنلاندی‌ها اغلب به عنوان افراد بدوی و زبان آنها پست نشان داده می‌شدند. تقریباً نیمی از مالیات جمع‌آوری‌شده در فنلاند در این کشور استفاده شد، در حالی که نیمی دیگر به استکهلم منتقل شد.
تحت سیطره سوئد، فنلاند به عنوان بخشی از قلمرو مسیحیت غربی با نظم فرهنگی، اجتماعی و اقتصادی غرب اروپا، که بر اساس آن اقتصاد بازار، دولت‌های دارای قانون اساسی و اصول قانونی پایه‌گذاری شده بودند، ضمیمه شد. فنلاند مرز شرقی این قلمرو بود که جنگ‌ها و حملات زیادی در آن اتفاق افتاد. زبان فنلاندی که قدمت آن به دوران ماقبل تاریخ می‌رسد، و برخی از بخش‌های دین و فرهنگ فولکلور، تحت سلطه سوئد باقی ماند، در این دوره فنلاند الفبای زبان لاتین را به عنوان سیستم نوشتاری خود و تقریباً ۱۱۰۰ واژه سوئدی را پذیرفت، اگرچه بیشتر آنها در اصل از لاتین یا یونانی هستند.
فنلاند تحت حاکمیت سوئد در قرن بیستم به عنوان " سوئد-فنلاند " نیز شناخته می‌شود. این اصطلاح برای اشاره به قلمرو متشکل از بخش‌های اصلی سوئد و فنلاند فعلی استفاده شده‌است. مورخ پیتر انگلاند خاطرنشان کرده‌است که فنلاند تحت حاکمیت سوئد بخشی از یک اتحادیه ملی یا یک استان نبود، بلکه "نیمه شرقی قلمرو سوئد بود که عملاً در سال ۱۸۰۹ ویران شد." وی اعتقاد دارد که سوئد به عنوان یک ابرقدرت، حاصل "مالکیت" مشترک سوئد و فنلاند بود، زیرا ظهور به عنوان یک ابرقدرت برای یک ملت فقیر بدون منابع بخش شرقی قلمرو غیرممکن بود.
اکثر مورخان فنلاندی، مردم فنلاند را اولین ساکنان سوئد می‌دانستند و برخی از مورخان سوئدی مانند اولوف فون دالین (قرن هجدهم) این نظریه را وارونه می‌دانند. این تغییر در نگرش تا حد زیادی از نیاز به ایجاد موقعیتی برابرتر در طول افول امپراتوری سوئد ناشی شد.

## پایان حاکمیت
در سال ۱۷۲۱ در نتیجه جنگ بزرگ شمالی، حکومت سوئد در بیشتر اراضی فنلاند قدیمی به پایان رسید. سوئد، باقی مانده فنلاند قدیم را در سال ۱۷۴۳ پس ازجنگ روسیه و سوئد (۱۷۴۱–۴۳) واگذار کرد. در ۱۷ سپتامبر ۱۸۰۹، با امضای معاهده هامینا و پایان دادن به جنگ فنلاند، دوره حکومت سوئد بر بقیه فنلاند نیز به پایان رسید. در نتیجه، یک سوم شرقی سوئد به امپراتوری روسیه واگذار و دوک نشین بزرگ فنلاند تأسیس شد.